# マンダリン・ホテル

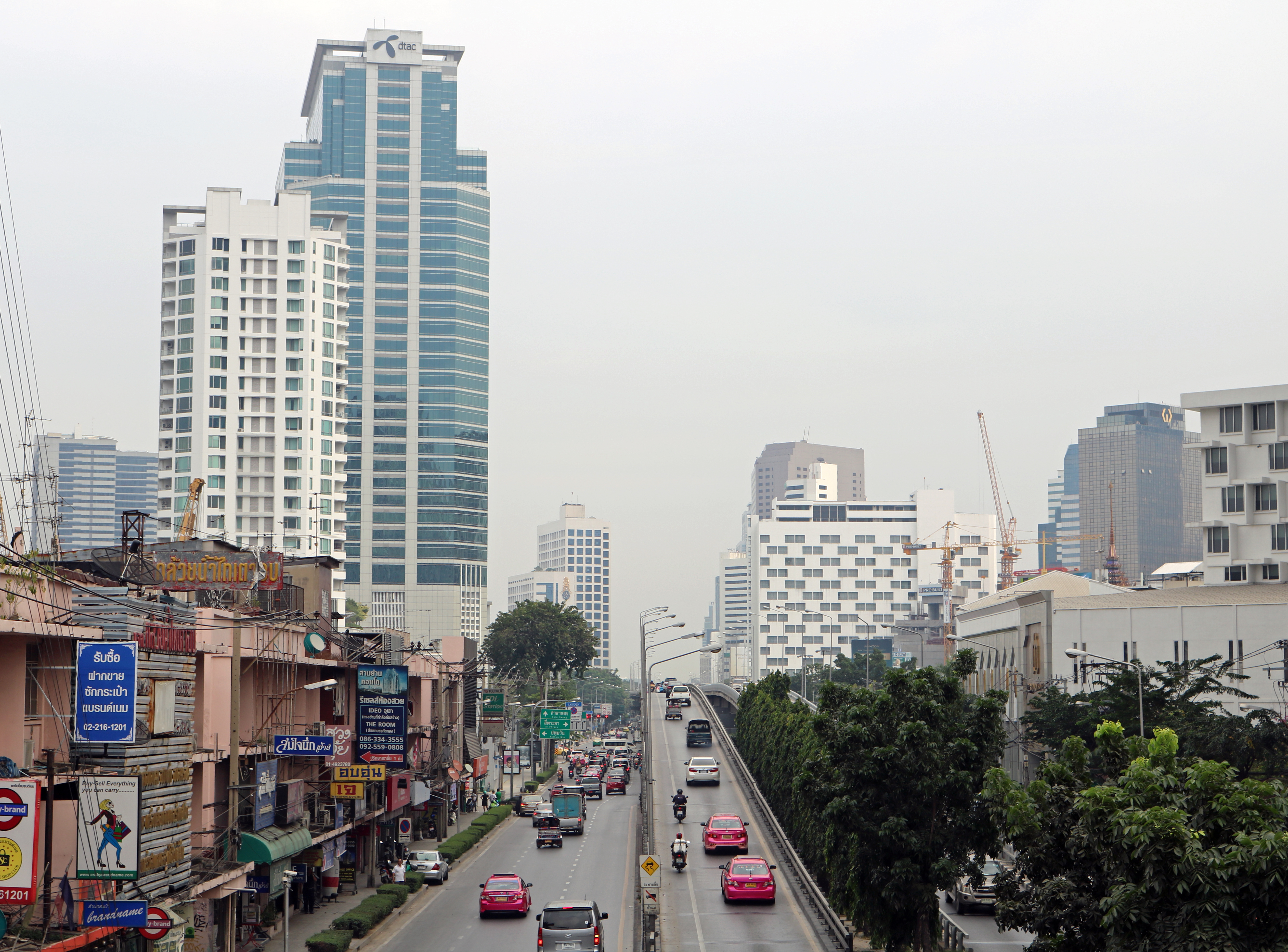
右側いちばん手前の建物がマンダリン・ホテル

マンダリン・ホテル(Mandarin Hotel)は、タイの首都であるバンコク・バーンラック区にある高級ホテル。名前は似ているが、マンダリン・オリエンタルホテルグループとは無関係である。

## 特徴
1965年開業。改装前は日本の旅行会社の格安パッケージツアーで利用されることが多かった。バンコクの中心部にあり、ホテルから徒歩約5分でバンコク・メトロのサムヤーン駅に行くことができるため、街歩きなどに便利である。
改装前の客室の内装はやや古めかしかった。改装により古めかしさは消え、モダンな雰囲気になった。客室数は375室で、デラックスで約30平方メートル、4室あるグランドスイートで約55平方メートルである。
ホテルクーポンでも利用され、1室1泊あたりの料金が約6000円(時期により変動あり)からと、改装前より高くなった。ただ、バンコクの同等のレベルのホテルと比べて、料金は安く設定されている。全室に温水洗浄便座が付いており、宿泊料金は抑えたいが高級ホテルに宿泊したい個人旅行者の利用に向いていると言えるだろう。
2012年2月1日より全館改装工事のため休業、2013年10月9日に再オープンした。再オープンを機に運営が変わり、センターポイントになった。

## 施設
- クルア ルアン(Krua Luang)　各国料理
- Rodchana Restaurant　朝食レストラン
- スパ
- プール　屋外に1か所

など
- 改装前にあったパンダトラベル(Panda Travelv Agency Limited)は、2012年1月29日よりインターコンチネンタル・バンコクに隣接したショッピングアーケードのプレジデント・タワー・アーケードで営業中。

## 火災
2007年9月5日午前零時(日本時間同2時)過ぎに火災が発生し、2棟あるうちのプリンセス棟(14階建て)の2-5階がほぼ全焼した。死者は出なかった。
この火災で宿泊客の16人が、煙を吸い込むなどして病院に運ばれた。うち9人が日本人で、いずれも軽症で済んだ。
火元はプリンセス棟の2階とみられ、警察では電気系統が原因とみて調べている。スプリンクラー設備が作動しなかったとの情報もある。
出火当時は約600人が宿泊し、うち約100人が日本人ツアー客であった。
火災により、当面の間の休業が決定した。当初は同年9月21日に営業を再開する予定であったが、再開の見込みが立たないため、9月21日以降の休業が決定した。2008年1月より営業を再開。